# Beate Finckh
Beate Finckh (bürgerlich: Jutta-Beate Finckh; * 22. April 1960 in Berlin) ist eine deutsche Schauspielerin.

## Leben
Die Tochter einer Lehrerin wuchs in Berlin, Hamburg und Friedrichstadt auf und debütierte bereits als Fünfzehnjährige in der Fernsehverfilmung von Theodor Storms Novelle Hans und Heinz Kirch, die in Friedrichstadt gedreht wurde. Nach dem Abitur besuchte sie die Hochschule für Musik und darstellende Kunst in Hamburg. 1979 debütierte sie auch am Theater als Jim in Robinson soll nicht sterben von Friedrich Forster am Deutschen Schauspielhaus. Nach dem Abschluss ihrer Ausbildung erhielt sie 1981/82 ihr erstes Engagement am Stadttheater Kiel. 1982 spielte sie am Thalia Theater das Dienstmädchen Tonka in Jagdszenen aus Niederbayern von Martin Sperr, 1983 am Bayerischen Staatsschauspiel Koja in Ibsens Baumeister Solness.
Ihren ersten größeren Filmeinsatz hatte sie in Vadim Glownas Desperado City als das Mädchen Liane, welches unbedingt dem eintönigen Arbeitermilieu ihrer Umgebung entkommen möchte. Auch in anderen Filmen war sie als rebellische Jugendliche zu sehen. Beate Finckh wurde einem größeren Publikum aber vor allem durch ihre Rollen in der Kriminalserie Tatort und weiteren Fernsehserien bekannt.

## Filmografie
- 1975: Hans und Heinz Kirch (Fernsehen)
- 1980: Desperado City
- 1980: St. Pauli-Landungsbrücken (Fernsehserie)
- 1980: Der Auslöser (Fernsehen)
- 1981–1983: Die Knapp-Familie (Fernsehserie, fünf Folgen)
- 1981: Tatort – Slalom (Fernsehreihe)
- 1981: Der Tod in der Waschstraße
- 1983: Jäger des Herzens
- 1983: Geschichten von nebenan (Fernsehserie)
- 1983: Wie würden Sie entscheiden? (Fernsehserie)
- 1983: Gestern bei Müllers (Fernsehserie, sechs Folgen)
- 1984: Treffer
- 1984–1988: Derrick (Fernsehserie, vier Folgen)
- 1984, 1986: Der Alte (Fernsehserie, zwei Folgen)
- 1984: Baumeister Solness (Fernsehen)
- 1984: Ich oder du (Fernsehen)
- 1984: Parker
- 1985: Kaminsky – Ein Bulle dreht durch
- 1985: Big Mäc
- 1985: Von einem, der auszog (Fernsehserie)
- 1986: Tatort – Leiche im Keller (Fernsehreihe)
- 1986: Der Fahnder – Lauter gute Freunde (Fernsehserie)
- 1986: Ein Fall für zwei (Fernsehserie, Episode: T.O.D.)
- 1987: Wahnfried
- 1987: Jokehnen oder Wie lange fährt man von Ostpreußen nach Deutschland? (Fernsehserie)
- 1992: Judith (Fernsehen)
- 1992: Ein Fall für zwei (Fernsehserie, Episode: Gier)
- 1994: Rotwang muß weg!
- 1994: Hallo, Onkel Doc! (Fernsehserie)
- 1994: Die Wache (Fernsehserie)
- 1994: Tatort – Laura mein Engel (Fernsehreihe)
- 1995: Dr. Stefan Frank – Der Arzt, dem die Frauen vertrauen – Ein Himmel voller Tränen
- 1998: Lola rennt
- 2000: Dreamgate (Fernsehen)
- 2010: Wie ein Fremder (Kurzfilm)